# Kdyby byly ryby
Kdyby byly ryby je česká pohádková komedie režiséra Jana Prušinovského z roku 2014. Hudba a písničky k pohádce pochází z dílny Františka Svačiny ze skupiny Vltava. Pohádka byla natočena  v okolí rybníka Štampachu u Mělníka.

## Obsazení
| Ondřej Pavelka     | zloděj Nikdáš, kníže |
| Lukáš Příkazký     | rybář Ludvík         |
| Jenovéfa Boková    | princezna Lidunka    |
| Ondřej Vetchý      | král                 |
| Tatiana Vilhelmová | královna             |
| Marek Taclík       | rybodlak             |
| Jaroslav Plesl     | komoří               |
| Norbert Lichý      | kat                  |
| Pavel Nečas        | vodník               |
| Pavel Liška        | hejkal               |
| Zuzana Bydžovská   | polednice            |
| Jan Plouhar        | Jan Plouhar          |
| Michal Čapka       | kuchař               |
| Pavla Beretová     | pradlena Hedvika     |